# Antoine César Becquerel

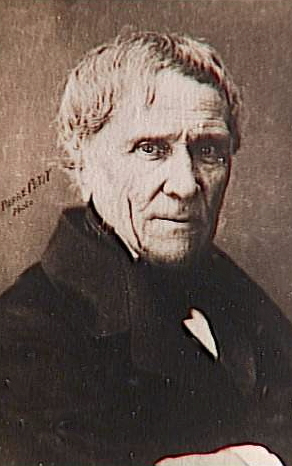
Antoine César Becquerel

Antoine César Becquerel (* 8. März 1788 in Châtillon-sur-Loing dem heutigen Châtillon-Coligny; † 18. Januar 1878 in Paris) war ein französischer Physiker.

## Leben
Antoine César Becquerel wurde am 8. März 1788 in Châtillon-sur-Loing (heute Châtillon-Coligny im Département Loiret) geboren. Er besuchte die Polytechnische Schule in Paris und wurde am Lycée Henri IV u. a. unter Augustin-Louis Cauchy ausgebildet. 1808 kam er zum Militär und war bis 1815 als Ingenieursoffizier tätig. Unter anderem diente er unter General Suchet in Spanien. Er verließ die Armee als Bataillonschef. Ab 1837 lehrte er am Muséum national d’histoire naturelle in Paris. Seit 1835 war er korrespondierendes Mitglied der Preußischen Akademie der Wissenschaften. 1837 wurde er zum auswärtigen Mitglied („Foreign Member“) der Royal Society gewählt. 1851 nahm ihn die Königlich Niederländische Akademie der Wissenschaften als auswärtiges Mitglied auf.
1839 wurde er Präsident der Académie des sciences. Er starb am 18. Januar 1878 in Paris.

## Werk
Er beschäftigte sich mit der Elektrochemie und dem Magnetismus, dabei verfolgte er (entgegen Voltas Kontakttheorie) die Vorstellung, dass die Elektrizitätserzeugung in den galvanischen Elementen durch chemische Vorgänge zustande kommt. Becquerel untersuchte die elektrolytische Leitfähigkeit und die galvanische Stromerzeugung. 1819 entdeckte er die Piezoelektrizität. Schon vor Michael Faraday erkannte er 1827 die diamagnetische Abstoßung von Bismut und Antimon. 1829 konstruierte er das erste konstante Gleichstrom-Element – einen Vorläufer des Daniell-Elements.
Die Messgenauigkeit des elektrischen Widerstands verbesserte er durch Konstruktion eines Differentialgalvanometers (1826), in dem die Magnetnadel von zwei Drähten gleicher Dicke, deren jeder eine gleiche Anzahl von Windungen hat, umgeben ist. Dieser Apparat gab 1854 Veranlassung zur Erfindung des Differentialgegensprechens von Siemens und Carl Ludwig Frischen. Seine Untersuchungen zur Thermoelektrizität führten ihn zur Erfindung des elektrischen Thermometers.
Seine Söhne Louis Alfred und Alexandre Edmond, sein Enkel (Antoine) Henri und sein Urenkel Jean waren ebenfalls bedeutende Physiker; Antoine Henri entdeckte u. a. die Radioaktivität und erhielt dafür 1903 den Nobelpreis.
Er ist einer von 72 Wissenschaftlern, die auf dem Eiffelturm verewigt wurden.

## Ehrungen
Nach ihm ist die Pflanzengattung Becquerelia Brongn. aus der Familie der Sauergrasgewächse (Cyperaceae) benannt.

## Schriften
- Traité expérimental de l’électricité et du magnétisme, et de leurs rapports avec les phénomènes naturels, 7 Bände und Atlas, Paris, Didot, 1834–1840
- Eléments d’électrochimie appliquée aux sciences naturelles et aux arts, Paris, Didot, 1843; auf Deutsch: 3. Ausg., Erfurt, 1857
- Traité de physique considérée dans ses rapports avec la chimie et les sciences naturelles, 2 Bände, Paris, Didot, 1842–1844.
- Traité des engrais inorganiques en général, et du sel marin en particulière, Paris, Didot, 1848
- Des climats et de l’influence qu’exercent les sols boisés et non boisés, Paris, Didot, 1853
- Des causes d’altération des métaux, Paris, Didot, 1864
- Des forces physico-chimiques et de leur intervention dans la production des phénomènes naturels, Paris, Didot, 1875

Zusammen mit seinem Sohn Alexandre Edmond Becquerel veröffentlichte er:
- Eléments de physique terrestre et de météorologie, Paris, Didot, 1847
- Résumé de l’histoire de l’électricité et du magnétisme, et des applications de ces sciences à la chimie, aux sciences naturelles et aux arts, Paris, Didot, 1858
- Traité d’électricité et de magnétisme et de leurs applications aux sciences physiques, aux arts, à l’industrie, Bd. 1: Électricité, principes généraux, 3 Bände, Paris, Didot, 1855–1856